# Laim
Laim is een stadsdeel (Duits: Stadtbezirk) van München, de hoofdstad van de deelstaat Beieren in het zuidoosten van Duitsland. Laim wordt ook aangeduid als Stadtbezirk 25. Laim is een volledig woondistrict, zonder industriezones. Het 5,29 km² grote Stadtbezirk telde eind 2018 56.546 inwoners. Verdeeld over het stadsdeel liggen verschillende kleine parken. Veel van de bebouwing in Laim bestaat uit huizen, die tot ongeveer vijf verdiepingen hoog zijn.
Laim ligt ten westen van het centrum van München. Ten westen van Laim ligt het stadsdeel Pasing.
Laim ligt tussen in het noorden de spoorlijn die van station München Hauptbahnhof naar het westen gaat, met een eigen station voor de S-Bahn en in het zuiden de E54 die Parijs met München verbindt. Naast de S-Bahn wordt Laim door het openbaar vervoer ook ontsloten door onder meer de U-Bahn van München met het metrostation Westendstraße, bediend door de lijnen U4 en U5 en de stations Friedenheimer Straße en Laimer Platz bediend door de U5. Laim kent een lange en drukke verkeerstunnel onder het spoorwegemplacement de "Laimer-unterführing".
Laim is ouder dan München zelf maar in 1900 door geannexeerd. Het bleef evenwel een dorp tot de groei van de Beierse spoorwegen met spoorlijnen als München - Lindau, München - Ulm en München - Garmisch-Partenkirchen en de ontsluiting van München noden stelden aan rangeer- en opslagcapaciteit voor wagons en treinstellen. Samen met de uitbouw van het Laimer Rangierbahnhof groeide de bevolking van Laim.